# Дмитрівська сільська рада (Волноваський район)
| Дмитрівська сільська рада — колишній орган місцевого самоврядування у Волноваському районі Донецької області з адміністративним центром у с. Дмитрівка. Сільській раді були підпорядковані населені пункти: - с. Дмитрівка |

## Склад ради
Рада складалася з 16 депутатів та голови.

## Керівний склад сільської ради
| ПІБ                         | Основні відомості                                                                  | Дата обрання | Дата звільнення |
| --------------------------- | ---------------------------------------------------------------------------------- | ------------ | --------------- |
| Чеграхчі Микола Савелійович | Сільський голова, 1952 року народження, освіта, член Соціалістичної партії України | 26.03.2006   | 31.10.2010      |
| Чеграхчі Микола Савелійович | Сільський голова, 1952 року народження, освіта вища, член Партії регіонів          | 31.10.2010   |                 |

Примітка: таблиця складена за даними джерела